# Squadra azera di Fed Cup
La squadra azera di Fed Cup rappresenta l'Azerbaigian nella Fed Cup, ed è posta sotto l'egida della Azerbaijan Tennis Federation.
Essa ha debuttato nel 2006, partecipando anche all'edizione del 2007. Da allora non ha più preso parte alla Fed Cup, e per questo motivo è stata estromessa dal ranking mondiale stilato dalla ITF.

## Organico 2007
Aggiornato ai match del gruppo III (24-27 aprile 2007). Fra parentesi il ranking della giocatrice nei giorni della disputa degli incontri.
- Sevil' Alieva (WTA #)
- Shukufa Abdullayeva (WTA #)
- Sayyara Mammadova (WTA #)

## Ranking ITF
Non inclusa nel ranking.